# Телье, Себастьен
Себастье́н Телье́ (фр. Sébastien Tellier; род. 22 февраля 1975, Ле-Плесси-Бушар, департамент Валь-д’Уаз, Франция) — французский певец, автор песен и мульти-инструменталист.

## Биография
Первый альбом Телье, L’incroyable Vérité (Невероятная правда), был выпущен в 2001 году. Телье отправился в тур с Air в поддержку альбома, и на сцене к нему присоединилась исполнительница на терменвоксе Памелия Керстин. L’incroyable Vérité — это поп-альбом, в котором представлены стили от лоу-файной электроники до причудливых мелодий кабаре.
В том же году он появляется вместе с Винсентом Белорги (Kavinsky) в фильме «Нефильм» режиссера Квентина Дюпьё (Mr. Oizo).
Его второй студийный альбом Politics был выпущен 31 января 2004 года. В Politics вошла популярная песня «La Ritournelle», струнная мелодия с нигерийским барабанщиком Тони Алленом.
В том же году он написал саундтрек к фильму «Нарко» режиссеров Тристана Оруэ и Жиля Леллуша. Саундтрек вышел два года спустя, 9 ноября 2007 года.
После выпуска Politics Телье также записал акустический альбом своих наиболее популярных песен — Sessions (2006). Альбом был переупакован для британского рынка как Universe (2006), чтобы включить как основные моменты с французского компакт-диска, так и композиции из музыки Телье к фильму «Нарко». В этот сборник вошла кавер на песню «La Dolce Vita», изначально написанную французским певцом Кристофом.

В 2007 году он написал несколько песен с Mr. Oizo для саундтрека к фильму «Стейк» режиссера Квентина Дюпьё (Mr. Oizo). Саундтрек, также написанный в соавторстве с SebastiAn, был выпущен Эдом Бэнгером и Because Music в том же году. Телье также появляется в фильме как Призма, человек с электрической инвалидной коляской.
Его третий студийный альбом Sexuality был спродюсирован Ги-Мануэлем де Омем-Кристо из Daft Punk. Как и в своем предыдущем альбоме «Politics», Телье использовал один термин в качестве названия и темы альбома. Лейбл Телье Record Makers сотрудничал с розничным продавцом American Apparel для эксклюзивного трехмесячного предварительного выпуска альбома, в то время как American Apparel продавала ограниченным тиражом версии компакт-диска Sexuality, LP и сингла «Divine» 7 и 12 дюймов через свои магазины в Северной Америке и веб-сайт.
7 марта 2008 года Бруно Бербер, глава делегации EBU во Франции, объявил, что Телье будет представлять Францию на Евровидении-2008. Оно прошел в Белграде 24 мая 2008 года. На нём Телье спел «Divine». Это был первый раз в истории конкурса, когда номинированная французская песня должна была быть исполнена в основном на английском языке, ичто вызвало споры, что привело к тому, что Телье пообещал увеличить количество французского языка в песне до начала конкурса. В общей сложности работа получила 47 баллов, заняв 19-е место из 25.
Его четвертый альбом My God Is Blue вышел 23 апреля 2012 года. Как следует из названия, концепция этого альбома — религия. Телье представлен в этом альбоме как гуру, основатель вымышленной секты под названием «Alliance Bleue». Альбом полностью спродюсирован Mr Flash и Павлом Ковачевичем.
Его пятый альбом Confection вышел в октябре 2013 года. Частично это было вдохновлено смертью бабушки Телье. Часть музыки из альбома предназначалась для саундтрека к фильму, но в итоге не использовалась. В интервью c artistxite, Телье отметил: «Можно сказать, что смерть моей бабушки, а также этот несуществующий саундтрек повлияли на „Confection“. Для меня это была очень странная ситуация. Я был полон любви к бабушке и полон преданности этому саундтреку; Confection являются результатом обоих этих эмоциональных состояний». Весной 2014 года Телье исполнил попурри из треков из Confection на показе Chanel Haute Couture в Гран-Пале. Телье рассказывает, что Карл Лагерфельд пригласил его выступить, сам прослушав альбом.
Его шестой альбом L’Aventura вышел 14 июля 2014 года. Альбом был вдохновлен детством и Бразилией, где происходит действие клипа на его главный сингл «L’Adulte». Этот альбом, состоящий из 10 треков, полностью исполнен на французском языке.
В 2016 году он написал саундтреки к двум французским фильмам «Святая любовь» режиссеров Бенуа Делепина и Гюстава Керверна и «Мария и науфражи» режиссера Себастьяна Бетбедера. В том же году он написал музыку для титров комедийного шоу Groland Le Zapoï, транслируемого на канале Canal+. В следующем году он написал саундтрек к сериалу «Девушка — стрелок».
В 2018 году Телье сочинил все песни из одноименного альбома Диты фон Тиз.
В 2020 году Телье вернулся с новым синглом «A Ballet», выпущенным 29 января для продвижения своего седьмого альбома Domesticated, состоящего из 8 треков, выпущенного 29 мая 2020 года. 8 апреля был выпущен второй сингл «Domestic Tasks», а 19 мая — «Stuck in a Summer Love» — третий сингл. Концепция этого альбома — домашняя жизнь, и эта концепция родилась после его женитьбы и рождения двоих детей. Альбом продюсируют Корентин «nit» Кердраон, Mind Gamers (Джон Кэрролл Кирби и Дэниел Стрикер), Jam City, Varnish La Piscine и Филиппа Здара (умерший в 2019 году). Помимо этого альбома, 14 февраля 2020 года он появился в качестве исполнителя на «Boycycle» Сальваторе Ганаччи.
В том же году он выпустил альбом Simple Mind, в котором он сделал каверы на несколько треков из своих предыдущих альбомов Sexuality, My God Is Blue, L’Aventura и Domesticated.

## Дискография
| - L’incroyable Vérité (2001) - Politics (2004) - Sessions (2006) - Universe (2006) - Sexuality (2008) - My God Is Blue (2012) - Confection (2013) - L’Aventura (2014) |